# Il Cristo cieco
Il Cristo cieco (El Cristo ciego) è un film del 2016 diretto da Christopher Murray.

## Trama
Michael è un meccanico di 30 anni convinto di aver avuto una rivelazione divina nel deserto e di essere stato dotato di poteri speciali. Tuttavia, nessuno nel suo villaggio crede in lui e lo considera un pazzo. Un giorno, Michael apprende che un amico d'infanzia ha avuto un incidente e decide di intraprendere un pellegrinaggio a piedi nudi attraverso il deserto per trovarlo e guarirlo con un miracolo.
Durante il suo viaggio, Michael incontra vagabondi, sicari, tossicodipendenti, donne abbandonate e persone sfruttate dalle compagnie minerarie. Lo vedono come una figura simile a Cristo in grado di alleviare le loro dure realtà. Nonostante le sfide e gli ostacoli che incontra, Michael continua il suo cammino, usando la sua fede e le sue abilità per aiutare coloro che incontra.